# Otão Henrique do Palatinado-Sulzbach
Otão Henrique (português europeu) ou Oto Henrique (português brasileiro) do Palatinado-Sulzbach (em alemão:  Otto Heinrich von Pfalz-Sulzbach; Amberg, 22 de julho de 1556 – Sulzbach, 29 de agosto de 1604) foi um príncipe alemão membro da Dinastia de Wittelsbach, sendo Conde Palatino (Pfalzgraf) e Duque do Palatinado-Sulzbach (Herzog von Pfalz-Sulzbach) de 1569 a 1604.
Foi também conhecido por Otão Henrique II porque antes dele o Eleitor do Palatinado Otão Henrique (1502-1559) também foi Duque do Palatinado-Neuburgo (que incluía Sulzbach).

## Biografia
Otão Henrique era o terceiro filho varão dos cinco de Wolfgang do Palatinado-Zweibrücken e de sua mulher a duquesa Ana de Hesse. Após a morte de seu pai, em 1569, os territórios foram desmembrados e partilhados entre Otão Henrique e os seus quatro irmãos. Otão Henrique recebeu o território em volta de Sulzbach-Rosenberg.
Otão Henrique veio a falecer em Sulzbach, sendo sepultado em Lauingen. Nenhum dos seus filhos lhe sobreviveu, pelo que o seu Ducado do Palatinado-Sulzbach veio a ser herdado pelo seu irmão mais velho Filipe Luís, que o reintegrou no Palatinado-Neuburgo.

## Casamento e descendência
Em 25 de novembro de 1582 Otão Henrique casou com Doroteia Maria de Vutemberga (3 de setembro de 1559 – 23 de março de 1639), filha do Duque Cristovão de Vurtemberga, e tiveram treze filhos:
1. Luís (Ludwig) (1584–1584);
2. Ana Isabel (Anne Elizabeth) (1585–1585);
3. Jorge Frederico (Georg Friedrich) (1587–1587);
4. Doroteia Sofia (Dorothea Sophie) (1588–1607);
5. Sabina (Sabine) (1589-1645);
6. Otão Jorge (Otto George) (1590-1590);
7. Susana (Susanne) (1591-1661);
8. Maria Isabel (Marie Elizabeth) (1593–1594);
9. Ana Sibila (Anne Sybille) (1594–1594);
10. Ana Sofia (Anne Sophie) (1595–1596);
11. Madalena Sabina (Magdalena Sabine) (1595–1596);
12. Doroteia Úrsula (Dorothea Ursula) (1597–1598);
13. Frederico Cristiano (Friedrich Christian) (1600–1600).

Nenhum dos filhos sobreviveu ao pai.